# Epworth (Lincolnshire)
Epworth è un paese di 3 734 abitanti della contea del Lincolnshire, in Inghilterra.